# Ascaridoidea
Die Ascaridoidea sind eine Überfamilie der Spulwürmer mit fünf Familien, 14 Unterfamilien, 66 Gattungen und 907 Arten. Es sind Parasiten des Dünndarms bei Wirbeltieren.

## Merkmale
Die meisten Arten sind kürzer als 2 cm und Parasiten bei Fischen und Vögeln. Vertreter der Gattung Ascaris können bis zu 40 cm lang werden. Ascaridoidea sind rund und bindfaden- bis bleistiftdick. Die große Mundöffnung ist zumeist von drei Lippen umrahmt. Der Ösophagus ist muskulös und kann am hinteren Ende verdickt sein, was als Ventrikel oder Bulbus bezeichnet wird. Ventrikel und Darm können Ausstülpungen aufweisen, die als Blinddärme bezeichnet werden. Am Hinterende sitzen oft Fortsätze (Papillen) und andere Sonderbildungen. Männchen haben zwei Spicula. Im Gegensatz zu den Heterakoidea ist  vor dem Anus kein Saugnapf ausgebildet.

## Innere Systematik
Phylogenetische Untersuchungen zeigten, dass die Überfamilie in fünf monophyletische Familien untergliedert werden kann:
- Familie Anisakidae
  - Acanthocheilinae
  - Anisakinae
  - Goeziinae
  - Pseudanisakinae
- Familie Ascarididae
  - Angusticaecinae
  - Ascaridinae
  - Multicaecinae
  - Toxocarinae
- Familie Crossophoridae
  - Crossophorinae
- Familie Heterocheilidae
  - Heterocheilinae
- Familie Raphidascarididae
  - Aliascarinae
  - Lappetascarinae
  - Paranisakinae
  - Raphidascaridinae